# Pedetontus palaearcticus
Pedetontus palaearcticus är en insektsart som beskrevs av Filippo Silvestri 1925. Pedetontus palaearcticus ingår i släktet Pedetontus och familjen klippborstsvansar. Inga underarter finns listade i Catalogue of Life.